# Скопинська
Скопинська (рос. Скопинская) — присілок в Коноському районі Архангельської області Російської Федерації.
Населення становить 0 осіб. Входить до складу муніципального утворення Єрцевське сільське поселення.

## Історія
Від 2004 року входить до складу муніципального утворення Єрцевське сільське поселення.

## Населення
| 2002 | 2010 | 2012 |
| ---- | ---- | ---- |
| 5    | ↘0   | →0   |